# Davide Vitturini
Davide Vitturini est un footballeur italien né le 21 février 1997 à L'Aquila. Il évolue au poste de défenseur avec le Delfino Pescara.

## Carrière
- 2014-201. : Delfino Pescara ( Italie)
  - 2015-2016 : SS Teramo ( Italie)

## Palmarès
- Finaliste du championnat d'Europe des moins de 19 ans 2016 avec l'équipe d'Italie des moins de 19 ans